# الجمباز في الألعاب الأولمبية الصيفية 2024 – مجموعة إيقاعية شامل للسيدات
أقيمت منافسات المجموعة الإيقاعية للسيدات في دورة الألعاب الأولمبية الصيفية 2024 في ملعب أديداس أرينا في باريس، فرنسا، مع إجراء التصفيات المؤهلة في 09 أغسطس وفيما أقيمت المنافسة النهائية في 10 أغسطس 2024. حصل الفريق الصيني على الميدالية الذهبية، وحصلت فريق إسرائيل على الميدالية الفضية، واحتلت إيطاليا المركز الثالث على منصة التتويج.

## شكل المسابقة
تتألف المنافسة من جولة تأهيلية وجولة نهائية. تتقدم أفضل ثمانية فرق في جولة التأهل إلى الجولة النهائية. في كل جولة، تؤدي الفرق عرضين (واحد بخمس حلقات، والآخر بثلاث شرائط وكرتين)، مع إضافة النتائج لإعطاء المجموع.

## النتائج

### نتائج الجولة التأهيل
| المركز | الفريق | 5           | 3 + 2       | المجموع | التأهيل |
| ------ | --- | ----------- | ----------- | ------- | ------- |
| 1      | بلغاريا · كاميليا بيتروفا · صوفيا إيفانوفا · راشيل ستويانوف · ماغدالينا مينيفسكا · مارغريتا فاسيليفا               | 37.700 (2)  | 32.700 (2)  | 70.400  | Q       |
| 2      | إيطاليا · أليسيا موريلي · مارتينا سينتوفانتي · أغنيسي دورانتي · دانييلا موغوريان · لورا باريس                      | 38.200 (1)  | 31.150 (6)  | 69.350  | Q       |
| 3      | أوكرانيا · ديانا بايفا · ألينا ميلنيك · ماريا فيسوشانسكا · فاليرييا بيريميتا · كيرا شيريكينا                       | 35.450 (6)  | 33.500 (1)  | 68.950  | Q       |
| 4      | فرنسا · اينهوا دوت-اسبينوزا · مانيل ايناهو · سيليا جوزيف-نويل · جوستين لافيت · لوزيا فيلارينو                      | 36.600 (3)  | 32.200 (4)  | 68.800  | Q       |
| 5      | الصين · قوو تشي تشي · هاو تينغ · هوانغ تشانغ جيايانغ · وانغ لانجينغ · دينغ شين يي                                  | 35.500 (5)  | 32.400 (3)  | 67.900  | Q       |
| 6      | إسرائيل · أوفير شاهام · ديانا سفيرتسوف · أدار فريدمان · رومي باريتزكي · شاني باكانوف                               | 35.250 (7)  | 31.900 (5)  | 67.150  | Q       |
| 7      | أوزبكستان · إيفيلينا أتاليانتس · شاخدودا إبراغيموفا · مومتوزابونو إسخوكزودا · أماليا ماميدوفا · إيروداخون ساديكوفا | 33.550 (10) | 30.450 (7)  | 64.000  | Q       |
| 8      | أذربيجان · غولو آغالارزاد · لامان عليمورادوفا · زينب هوماتوفا · يليزافيتا لوزان · داريا سوروكينا                   | 33.850 (8)  | 28.150 (9)  | 62.000  | Q       |
| 9      | البرازيل · ماريا إدواردا أراكاكي · فيكتوريا بورخيس · ديبورا ميدرادو · صوفيا بيريرا · نيكول بيرسيو                  | 35.950 (4)  | 24.950 (13) | 60.900  |         |
| 10     | إسبانيا · آنا أرناو · إينيس بيرغوا · ميريا مارتينيز · باتريشيا بيريز · سلمى سولاون                                 | 30.400 (13) | 30.000 (8)  | 60.400  |         |
| 11     | أستراليا · ساسكيا بروديليت · إيمانويلا فروكو · ليديا ياكوفليفا · فيبي ليرمونت · جيسيكا وينتراوب                    | 31.400 (11) | 27.05 (11)  | 58.450  |         |
| 12     | المكسيك · داليا ألكوسير · صوفيا فلوريس · جوليا غوتيريز · كيمبرلي سالازار · أديريم تيخيدا                           | 29.700 (14) | 27.800 (10) | 57.500  |         |
| 13     | ألمانيا · أنيا كوسان · دانييلا كروم · ألينا أوغانيسيان · هانا فيستر · إميليا ويكرت                                 | 33.700 (9)  | 23.650 (14) | 57.350  |         |
| 14     | مصر · لامار البحيري · جوهرة الديب · فريدة حسين · عبير رمضان · أمينة صبيح                                           | 30.850 (12) | 25.050 (12) | 55.900  |         |

### النهائي
| المركز | الفريق    | 5          | 3 + 2      | المجموع |
| ------ | --------- | ---------- | ---------- | ------- |
| الأول  | الصين     | 36.950 (1) | 32.850 (3) | 69.800  |
| الثاني | إسرائيل   | 35.600 (5) | 33.250 (2) | 68.850  |
| الثالث | إيطاليا   | 36.100 (3) | 32.000 (4) | 68.100  |
| 4      | بلغاريا   | 34.100 (7) | 33.700 (1) | 67.800  |
| 5      | أذربيجان  | 34.850 (6) | 31.600 (5) | 66.450  |
| 6      | فرنسا     | 35.750 (4) | 30.250 (7) | 66.000  |
| 7      | أوكرانيا  | 36.550 (2) | 29.150 (8) | 65.700  |
| 8      | أوزبكستان | 34.050 (8) | 30.450 (6) | 64.500  |